# The Danish Way to Rock
"The Danish Way to Rock" er en sang skrevet af Nephew som den officielle slagsang til Danmarks fodboldlandshold i forbindelse med VM-slutrunden i fodbold 2010 i Sydafrika. Sangen er indspillet af Nephew sammen med en række af spillerne på landsholdet.